# Io capitano
Io capitano (bra: Eu, Capitão; prt: Eu Capitão) é um filme de drama de 2023 dirigido por Matteo Garrone, a partir de um roteiro escrito por Garrone com Massimo Gaudioso, Massimo Ceccherini e Andrea Tagliaferri.
O filme concorreu ao Leão de Ouro no 80º Festival Internacional de Cinema de Veneza, onde ganhou o Leão de Prata pela direção de Matteo Garrone e o Prêmio Marcello Mastroianni pela atuação de Seydou Sarr. Foi lançado na Itália em 7 de setembro de 2023. Foi escolhido como representante italiano para o Oscar de melhor filme internacional na edição de 2024, além de ser indicado ao Globo de Ouro.

## Sinopse
Dois jovens senegaleses, Seydou e Moussa, viajam de Dakar para a Europa.

## Elenco
- Seydou Sarr como Seydou
- Moustapha Fall como Moussa
- Issaka Sawagodo[1]
- Hichem Yacoubi[1]
- Doodou Sagna[1]
- Khady Sy[1]
- Bamar Kane[1]
- Cheick Oumar Diaw[1]

## Produção
Io capitano é baseado em uma ideia original do diretor Matteo Garrone, que escreveu o roteiro com Massimo Gaudioso, Massimo Ceccherini e Andrea Tagliaferri. O roteiro é baseado nas histórias de emigração da África para a Europa de Kouassi Pli Adama Mamadou, Arnaud Zohin, Amara Fofana, Brhane Tareke e Siaka Doumbia.
O filme foi produzido por Archimede, Rai Cinema, Tarantula, Pathé e Logical Content Ventures, em coprodução com RTBF, VOO-BE TV, Proximus e Shelter Prod, com o apoio do Ministério da Cultura, Centro de Cinema e Audiovisual da Valônia-Federação de Bruxelas, taxshelter.be, ING e abrigo fiscal do governo federal belga, e a participação de Canal+, Ciné+ e Wallimage (Valônia). O projeto teve um orçamento de aproximadamente 11,2 milhões de euros.
A filmagem, sob direção de Henri-Didier Njikam, aconteceu no continente africano e conta com Seydou Sarr e Moustapha Fall, originários de Dakar, com 17 e 18 anos, respectivamente. A gravação começou em Dakar, Senegal. A produção, que durou 13 semanas, e também aconteceu no Marrocos e na Itália.

## Lançamento
Io capitano foi selecionado para competir pelo Leão de Ouro no 80º Festival Internacional de Cinema de Veneza, onde teve sua estreia mundial em 6 de setembro de 2023.  As vendas mundiais são administradas pela Pathé International. O filme foi lançado nos cinemas na Itália em 7 de setembro de 2023 pela 01 Distribution.
Uma exibição especial do filme aconteceu no Vaticano em 14 de setembro de 2023. Garrone e o elenco do filme estiveram presentes, onde tiveram uma audiência com o Papa Francisco em sua residência Domus Sanctae Marthae.